# Дубина (Звенигородський район)
Дуби́на — селище в Україні, у Бужанській сільській громаді Звенигородського району Черкаської області.

## Загальні відомості
Населення селища становить 52 особи (2005; 56 в 2001).
Дубина розташована на річці Дубинка, лівій притоці Свинотопки (басейн Гнилого Тікича), на якій збудовано ставок. На західній околиці зростає дубовий ліс, що й дав назву селищу.
На території селища археологи відкрили поселення трипільської культури.
В Дубині працюють фельдшерсько-акушерський пункт та сільський клуб.

## Населення
Згідно з переписом УРСР 1989 року чисельність наявного населення селища становила 86 осіб, з яких 31 чоловік та 55 жінок.
За переписом населення України 2001 року в селищі мешкало 56 осіб. 100 % населення вказало своєю рідною мовою українську мову.
Станом на 2021 рік постійне населення практично відсутнє. Люди проживають в одному дворі.